# Upside Foods
Upside Foods (ранее известная как Memphis Meats) — компания, специализирующаяся на пищевых технологиях, со штаб-квартирой в Беркли (США), целью которой является выращивание устойчиво культивируемого мяса. Компания основана в 2015 году Умой Валети (генеральный директор), Николасом Дженовезе (главный научный сотрудник) и Уиллом Клемом. Валети был кардиологом и профессором Миннесотского университета.
Компания планирует производить различные мясные продукты с использованием биотехнологии, чтобы стимулировать дифференцировку стволовых клеток в мышечную ткань, а также производить мясные продукты в биореакторах.

## История
В феврале 2016 года Memphis Meats опубликовала видео о культивированных фрикадельках, а в марте 2017 года — видео о блюдах из культивированной курицы и утки. В феврале 2017 года компания заявила, что её целью является производство мяса по цене 60 евро за килограмм и выход на рынок к 2020 году.
В августе 2017 года Memphis Meats объявила о привлечении раунда финансирования серии «A» на сумму 17 миллионов долларов. Раунд возглавил DFJ, а также в него вошли инвестиции Билла Гейтса, Ричарда Брэнсона, Сьюзи и Джека Уэлч, Cargill, Кимбала Маска и Atomico.
Первоначально себестоимость выращиваемой говядины составляла 40 тысяч долларов за килограмм, а себестоимость выращиваемой птицы — 20 тысяч долларов за килограмм. По состоянию на июнь 2017 года компания снизила себестоимость продукции до уровня ниже 5 280 долларов за килограмм. Компания заявила, что ожидает снижения затрат и коммерческого выпуска своей продукции к 2021 году.
В январе 2020 года Memphis Meats привлекла инвестиции в серии «B» на сумму 161 миллион долларов. Раунд возглавили Softbank Group, Norwest и Temasek. Также к раунду присоединяются новые и прежние инвесторы, включая Ричарда Брэнсона, Билла Гейтса, Threshold Ventures, Cargill, Tyson Foods, Finistere, Future Ventures, Кимбала Макска, Fifty Years и CPT Capital. Memphis Meats рассчитывает использовать средства для строительства пилотного производственного предприятия и выхода на рынок продукции в ближайшие годы.
В мае 2021 года компания объявила, что меняет название на Upside Foods. В сентябре 2021 года компанию покинули соучредитель и главный научный сотрудник Дженовезе, а также вице-президент по развитию процессов Ка Си Карсвелл.
4 ноября 2021 года Upside Foods открыла свой первый крупномасштабный производственный завод под названием «Инженерный, производственный и инновационный центр» (EPIC) в Эмеривилле (Калифорния, США). Он занимает площадь 16 154 квадратных метра с чанами и трубами с возобновляемыми источниками энергии, чтобы ежегодно производить 22 680 килограмм культивируемого мяса для коммерческой продажи.

### Одобрение FDA
17 ноября 2022 года FDA завершило процесс предрыночных консультаций для компании, чтобы продавать свою культивируемую курицу населению. Это сделало Upside Foods первой компанией в своей области, завершившей предпродажную консультацию. Однако FDA ясно дало понять в своём заявлении, что это не считается процессом утверждения.